# Janet Eilber
Janet Eilber est une danseuse, directrice d'une compagnie de danse et actrice américaine, née le 27 juillet 1951.

## Biographie
Elle a été danseuse à la Martha Graham Dance Company à partir de 1972 et a pris la direction artistique de cette compagnie à partir de 2005,.
En parallèle, elle débute comme actrice dans une comédie romantique en 1976, interprète différents rôles pour le cinéma et la télévision, et joue ainsi, par exemple, un des rôles principaux dans la saison 8 de la série télévisée Columbo, épisode 4 : Grandes manœuvres et petits soldats.
Elle est mariée au scénariste et réalisateur John Warren. Ils ont deux filles, Madeline et Eva.

## Filmographie
Sauf indication contraire, les informations mentionnées dans cette section peuvent être confirmées par la base de données cinématographiques IMDb,  présente dans la section « Liens externes ».

### Cinéma
- 1981 : C'est ma vie, après tout ! (Whose Life Is It Anyway?) de John Badham : Pat
- 1983 : La Fille sur la banquette arrière (Romantic Comedy) de Arthur Hiller : Allison
- 1984 : Hard to Hold (en) de Larry Peerce : Diana Lawson
- 1990 : Antigone/Rites of Passion de Amy Greenfield : Ismene
- 1995 : Not Like Us de Dave Payne : Mrs. Bower
- 1996 : Dangereuse Alliance (The Craft) de Andrew Fleming : La mère de Sarah
- 1998 : Mon ami Joe (Mighty Joe Young) de Ron Underwood : La mère inquiète

### Télévision

#### Séries télévisées
- 1976 : Great Performances: Dance in America : ? (1 épisode)
- 1983 : Two Marriages (en) : Nancy Armstrong (2 épisodes)
- 1985 : The Best Times (en) : Joanne Braithwaite (6 épisodes)
- 1986 : Alfred Hitchcock présente : Dr. Marion McGregor (1 épisode)
- 1986 : La Cinquième Dimension (The Twilight Zone) : Erin Jacobs (1 épisode)
- 1987 : Spies (en) : Andrea (1 épisode)
- 1989 : Columbo - Grandes manœuvres et petits soldats (Grand Deceptions) : Jenny Padget
- 1993-1994 : Alerte à Malibu (Baywatch) : Darla Clark (2 épisodes)
- 1995 : Un privé à Malibu (Baywatch Nights) : Lorraine (1 épisode)

#### Téléfilms
- 1982 : This Is Kate Bennett... de Harvey Hart : Kate Bennett
- 1989 : Do You Know the Muffin Man? (en) de Gilbert Cates : Dr. Martha Billington
- 1994 : Deux coupables pour un crime (Confessions: Two Faces of Evil) de Gilbert Cates : Anne Watson
- 1996 : Erreur judiciaire (Innocent Victims) de Gilbert Cates : Carolyn Beaver
- 1996 : Suddenly de Robert Allan Ackerman : Theresia